# Raid de Zouerate (mai 1977)
Pour les articles homonymes, voir Bataille de Zouerate.
Guerre du Sahara occidental
Batailles
L'attaque de Zouérate a lieu le 1er mai 1977. Les forces du Front Polisario attaquent les civils français travaillant dans la cité minière de Zouerate en Mauritanie. L'enlèvement de six otages français et leur détention sur le sol algérien dégrade les relations entre Paris et Alger jusqu'en décembre 1977.  

## Contexte

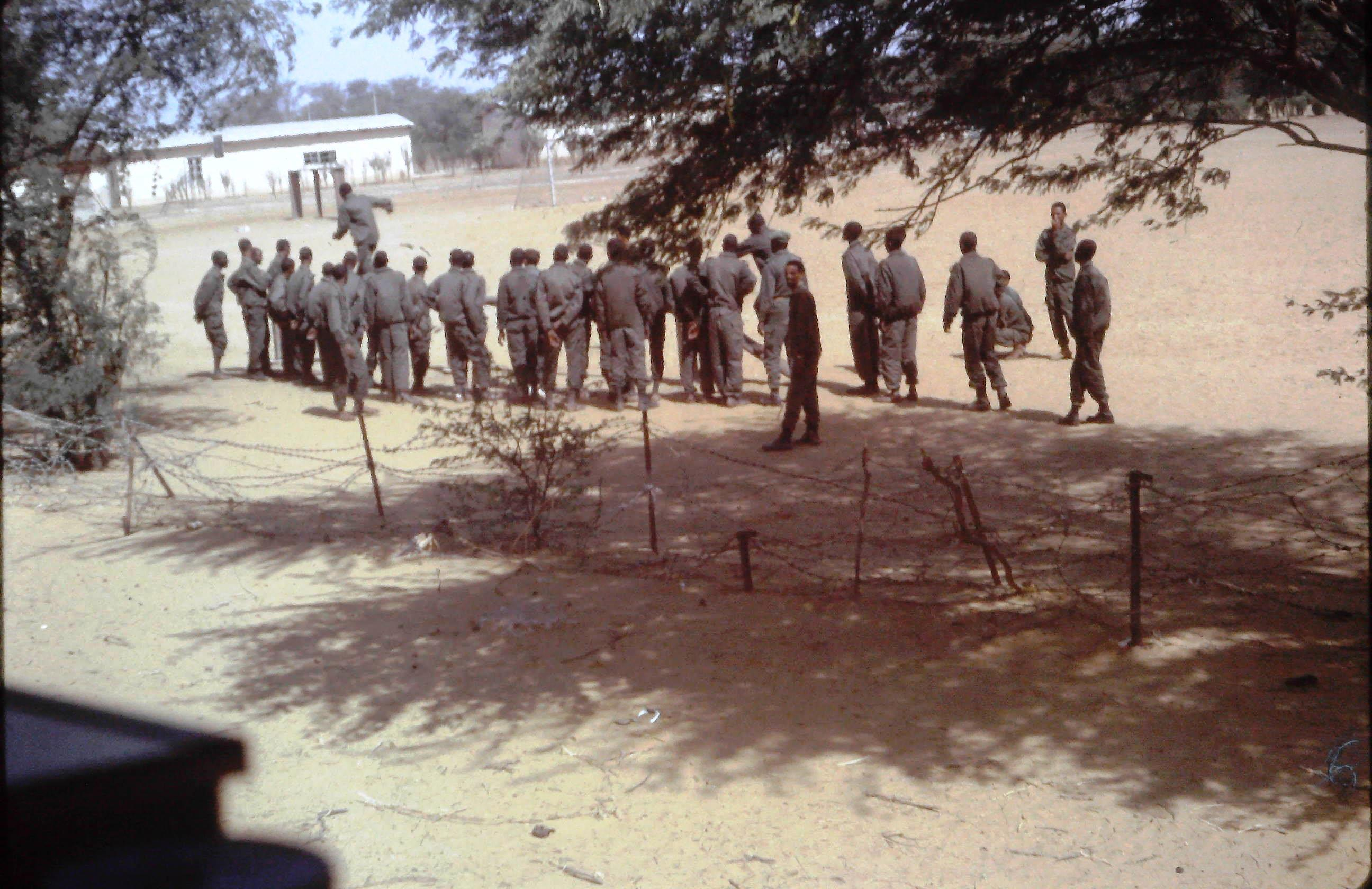
Des soldats mauritaniens à l'entraînement en 1972. Avant 1975, l'armée mauritanienne est de taille très limitée.

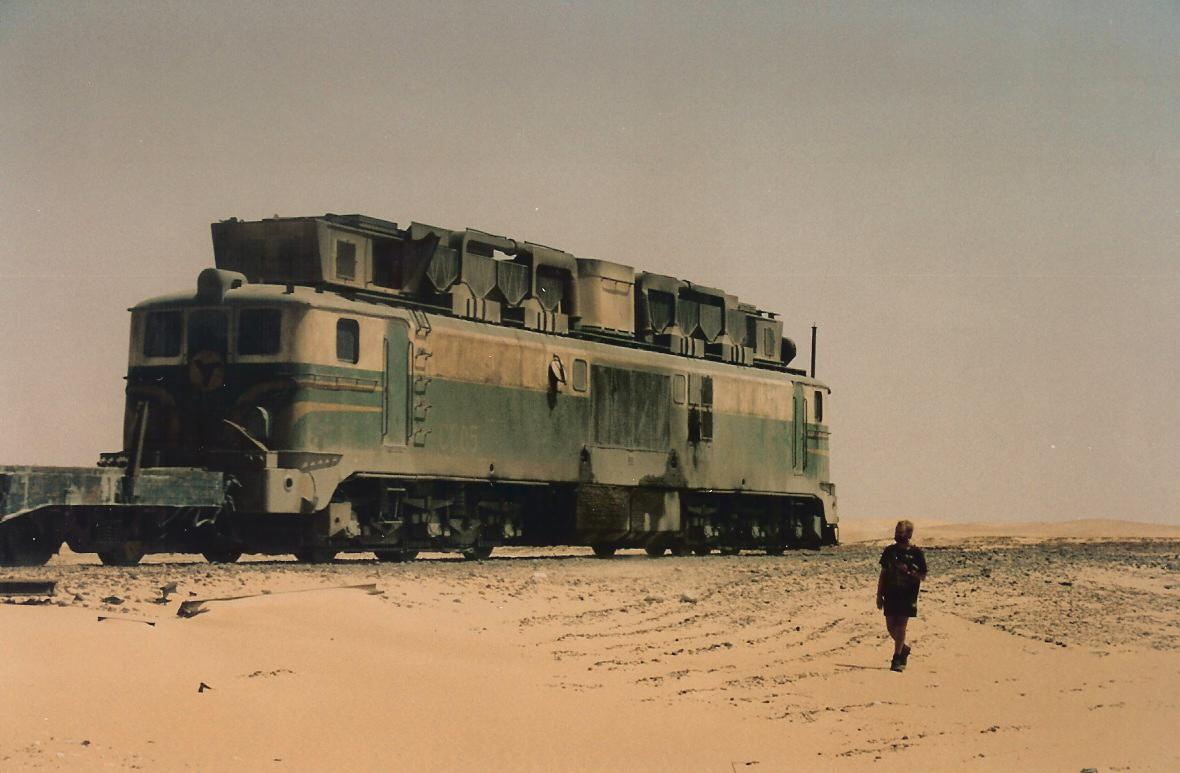
Une locomotive du chemin de fer minier à Zouérate en 1994.

À l'époque, l'activité minière à Zouérate représente 80 % du produit intérieur brut mauritanien. 
Dans une interview parue en 2002, après sa rupture avec le Polisario, Lahbib Ayoub, qui a dirigé l'opération, mentionne la responsabilité directe d'officiers supérieurs algériens, dont Liamine Zéroual, dans la décision de prendre des Français en otage. 
La ville est protégée par une garnison de 1 000 à 1 500 soldats de l'armée mauritanienne. Le commandant de la garnison, le commandant Mohamed Khouna Ould Haidalla, est absent lors de l'attaque, en visite à Nouakchott. Zouerate est alors protégée par une tranchée de 3,50 m de profondeur et de 60 km de long construite à l'aide de bulldozers et de pelleteuses, avec la participation des ingénieurs et techniciens français.  

## Déroulement
L'attaque vise spécifiquement la cité européenne et dure deux heures, avec des armes automatiques, des canons et des mortiers. Parties depuis trois points, dont Tindouf ou ses environs et la frontière du Mali, trois colonnes du Polisario d'environ 300, 500 ou 900 combattants sahraouis avec 60 à 150 véhicules, convergent vers la ville. Après avoir pris position la nuit autour de la ville, les polisariens ouvrent une brèche en quatre endroits dans l'obstacle qui protège la ville. 90 combattants réussissent à franchir la tranchée et attaquent à l'aube, guidés par d'anciens résidents de la ville. Des tirs d'artillerie, notamment d'une batterie de quatre canons de 75 mm dirigée par Abderrahman Ould Souidi Ould Lhoucine, couvrent les assaillants,.
L'armée mauritanienne regroupée derrière la tranchée qui entoure la localité, est surprise et ne réagit pas,. Une partie importante des forces sahraouies quadrille la ville européenne et bloque les voies depuis la garnison. Un autre groupe vise les ateliers généraux et les services centraux : ils tirent à bord de Land Rover sur les bâtiments administratifs et la centrale électrique, tandis que les barils d'huile des ateliers explosent sous les tirs, notamment de bazooka. La centrale électrique et le dépôt de fuel sont endommagés ou détruits. 
Un troisième groupe vise l'aéroport de Zouerate et le club Ranch à proximité. Six civils français y sont enlevés par les Sahraouis,. D'autres Mauritaniens sont capturés de l'autre côté de la ville, dont Mohamed Baba Fall, le préfet de la ville et Ely Ould Sid'Ahmed M'khailigue, le secrétaire général de la section syndicale des Mines. Plusieurs civils français et mauritaniens sont blessés. Un médecin français et sa femme sont tués en rentrant du Ranch. Le couple français aurait été assassiné de sang-froid selon un témoignage recueilli après la bataille par la femme d'un des otages. L'attaché de direction de la SNIM, Mohamed Ould Khaled, est tué devant sa voiture. Mohamed Baba Fall est également témoin de la mort d'un soldat mauritanien. À midi, les Sahraouis ont quitté la ville. 
La colonne sahraouie se regroupe en une seule colonne et fuit vers le nord, poursuivie par l'armée mauritanienne. Le colonel mauritanien Bouceif annonce que 50 polisariens ont été tués. La France ayant demandé que la poursuite soit abandonnée pour ne pas mettre en danger la vie des otages, cette annonce pourrait être uniquement destinée à relever le moral des troupes mauritaniennes. Les services secrets français suivent le cheminement des otages, sans avoir les moyens d'intervenir. Un avion Breguet Atlantic aurait ainsi suivi la trace des sahraouis jusqu'à la frontière algérienne. 

## Bilan et conséquences
L'attaque est non seulement un succès militaire du Front Polisario mais le fait également connaître dans l'opinion occidentale. Du point de vue économique, l'attaque provoque l'évacuation de la ville par 238 cadres et techniciens français sur les 273 présents sur place. Les destructions provoquées par le Polisario affaiblissent durablement la SNIM et l'économie mauritanienne. Un avion militaire et un monomoteur civil ont été détruits sur l'aéroport lors de l'attaque. Outre les prisonniers, neuf Land Rover, deux camions et une automobile conduite intérieure ont été pris.
Le 13 mai 1977, Moktar Ould Daddah se résigne à faire appel à l'armée marocaine devant les harcèlements incessants du Polisario. Une convention d'assistance mutuelle est signée. Fin juillet, 600 soldats des forces armées royales s'installent à Zouerate. Ils seront plus de 9 000 soldats à la fin de l'année dans toute la Mauritanie. Les deux armées sont mises sous commandement marocain, ce qui provoque des tensions parmi les Mauritaniens, qui craignent des visées expansionnistes marocaines. 
Le gouvernement français met directement en cause l'Algérie et lui demande d'« user de son influence » pour obtenir la libération des otages. 
Le 5 octobre 1977, Mohamed Lamine, premier ministre de la RASD, accuse dans une interview une partie des Français présents à Zouérate, y compris les femmes, d'être des agents des services secrets français ou des mercenaires, ce que le quai d'Orsay qualifie de « grotesque ». En France, l'enlèvement est rapproché de l'affaire Claustre : dans les deux cas, le soutien français à un régime allié a mené à une prise en otage de civils français.  
Après l'enlèvement de deux autres civils français le 25 octobre 1977, le président français Valéry Giscard d'Estaing prépare une opération militaire contre le Polisario, l'opération Lamantin. Elle est déclenchée en décembre après que Georges Marchais et François Mitterrand annoncent leur intention de négocier avec Alger à l'approche des élections législatives de mars 1978 : l'aviation française bombarde des unités du front Polisario qui ont pénétré en Mauritanie le 12 et le 18 décembre. Détenus sur le sol algérien, les otages français sont finalement libérés le 23 décembre 1977, ce qui améliore les relations franco-algériennes. Un des Français libérés refuse de retourner à Zouerate à la suite des menaces de mort reçues du Polisario et déclare notamment considérer que la moitié des habitants de la ville est acquise au Front.